# Yosiiella mira
Yosiiella mira är en urinsektsart som beskrevs av Walter Hüther 1967. Yosiiella mira ingår i släktet Yosiiella och familjen Isotomidae. Inga underarter finns listade i Catalogue of Life.